# カンタベリー物語 (1972年の映画)
『カンタベリー物語』（カンタベリーものがたり、伊: I racconti di Canterbury）は、1972年公開のイタリアのオムニバスコメディ映画。監督はピエル・パオロ・パゾリーニ。チョーサー『カンタベリー物語』の映画化。『デカメロン』（1971年）に続くパゾリーニの「生の三部作」の第2作（1974年の『アラビアンナイト』で完結）。第22回ベルリン国際映画祭では金熊賞を受賞。
原作の24話の中から『貿易商人の話』『托鉢僧の話』『料理人の話』『粉屋の話』『バースの女房の話』『親分の話』『免罪符売りの話』『ケジの話』の8話を映像化。裸とセックスとスラップスティックな笑いが満載。『托鉢僧の話』など原作からの改変もある。

## キャスト
- ジャニュアリ：ヒュー・グリフィス
- バースの女房：ラウラ・ベッティ（イタリア語版）
- パーキン：ニネット・ダボリ（イタリア語版）
- 悪魔：フランコ・チッティ（イタリア語版）
- メイ：ジョゼフィン・チャップリン（英語版）
- 老人：アラン・ウェッブ（英語版）
- チョーサー：ピエル・パオロ・パゾリーニ
- ジェンキン：トム・ベイカー
- 郷士：ヴァーノン・ドブチェフ
- 免罪符売り：デレク・デッドマン（英語版）
- 戦士：エイドリアン・ストリート
- 托鉢僧：ニコラス・スミス（英語版）

## 制作

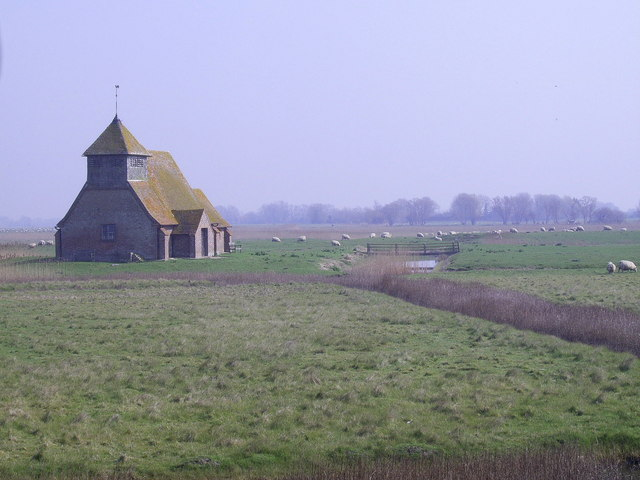
フェア・フィールドの聖トマス・ベケット教会

撮影は以下の場所で行われた。
- バトル
- ケンブリッジ
- カンタベリー
- チッピング・カムデン
- ロムニー・マーシュ（英語版）、フェア・フィールドの聖トマス・ベケット教会
- ラヴェナム（英語版） ※ラベンハムとも表記される
- レイヤー・マーニー・タワー（エセックス）
- セント・オシス修道院（エセックス）
- ウォリック
- ウェルズ